# Pamela Jiles
Pamela Theresa « Pam » Jiles (née le 10 juillet 1955 à La Nouvelle-Orléans) est une athlète américaine spécialiste du 200 mètres et du 400 mètres. 

## Carrière
Vice-championne olympique du relais 4 × 400 m en 1976, son choix de 3e relayeuse a beaucoup surpris puisqu'elle avait auparavant remporté les titres du 100 et du relais 4 × 100 mètres aux Jeux panaméricains de 1975.
| Date | Compétition           | Lieu     | Résultat | Épreuve    | Performance   |
| ---- | --------------------- | -------- | -------- | ---------- | ------------- |
| 1975 | Jeux panaméricains    | Mexico   | 1er      | 100 mètres | 11 s 38       |
| 1975 | Jeux panaméricains    | Mexico   | 2e       | 200 mètres | 22 s 81       |
| 1975 | Jeux panaméricains    | Mexico   | 1er      | 4 × 100 m  | 42 s 90       |
| 1976 | Jeux olympiques d'été | Montréal | 2e       | 4 × 400 m  | 3 min 22 s 81 |

### Records
| Épreuve    | Performance | Lieu     | Date            |
| ---------- | ----------- | -------- | --------------- |
| 100 mètres | 11 s 31     | Eugene   | 21 juin 1976    |
| 200 mètres | 22 s 81     | Mexico   | 16 octobre 1975 |
| 400 mètres | 52 s 64     | Kingston | 13 mai 1977     |